# Franco Ibarra
Franco Gabriel Ibarra (Tigre, Provincia de Buenos Aires, Argentina; 28 de abril de 2001) es un futbolista argentino. Juega de centrocampista en Rosario Central, de la Liga Profesional de Fútbol.

## Carrera
Ibarra comenzó jugando en el club Rincón, que quedaba cerca de su casa. A los 10 años se convirtió en jugador de Argentinos Juniors. Comenzó jugando pocos partidos en la novena, pero año tras año iba ganándose un lugar. En la séptima tuvo una gira por China, dónde salieron campeones, siendo Ibarra titular indiscutible.
En 2019 realizó su primera pretemporada con el plantel profesional.Su debut con la Primera ocurrió el 10 de diciembre, ingresando a los 34 minutos del segundo tiempo por Francis Mac Allister en el empate a 1 contra Estudiantes de La Plata.

## Clubes
| Club               | País           | Año           |
| ------------------ | -------------- | ------------- |
| Argentinos Juniors | Argentina      | 2019-2021     |
| Atlanta United     | Estados Unidos | 2021-2023     |
| Toronto F. C.      | Canadá         | 2023          |
| Rosario Central    | Argentina      | 2024-presente |

## Estadísticas

### Clubes
Actualizado al 16 de agosto del 2025.
| Club | Div.          | Temporada     | Liga  | Liga  | Copas Nacionales (1) | Copas Nacionales (1) | Copas Internacionales (2) | Copas Internacionales (2) | Total | Total |
| Club | Div.          | Temporada     | Part. | Goles | Part.                | Goles                | Part.                     | Goles                     | Part. | Goles |
| --- | ------------- | ------------- | ----- | ----- | -------------------- | -------------------- | ------------------------- | ------------------------- | ----- | ----- |
| Argentinos Juniors Argentina | 1.ª           | 2019-20       | 1     | 0     | 0                    | 0                    | 0                         | 0                         | 1     | 0     |
| Argentinos Juniors Argentina | 1.ª           | 2020          | —     | —     | 10                   | 0                    | —                         | —                         | 10    | 0     |
| Argentinos Juniors Argentina | Total club    | Total club    | 1     | 0     | 10                   | 0                    | 0                         | 0                         | 11    | 0     |
| Atlanta United Estados Unidos | 1.ª           | 2021          | 16    | 0     | —                    | —                    | 3                         | 0                         | 19    | 0     |
| Atlanta United Estados Unidos | 1.ª           | 2022          | 20    | 0     | 2                    | 0                    | —                         | —                         | 22    | 0     |
| Atlanta United Estados Unidos | 1.ª           | 2023          | 17    | 0     | 1                    | 0                    | —                         | —                         | 18    | 0     |
| Atlanta United Estados Unidos | Total club    | Total club    | 53    | 0     | 3                    | 0                    | 3                         | 0                         | 59    | 0     |
| Toronto F. C. Canadá | 1.ª           | 2023          | 7     | 0     | —                    | —                    | 1                         | 0                         | 8     | 0     |
| Toronto F. C. Canadá | Total club    | Total club    | 7     | 0     | 0                    | 0                    | 1                         | 0                         | 8     | 0     |
| Rosario Central Argentina | 1.ª           | 2024          | 21    | 0     | 10                   | 0                    | 7                         | 0                         | 38    | 0     |
| Rosario Central Argentina | 1.ª           | 2025          | 21    | 0     | 2                    | 0                    | -                         | -                         | 23    | 0     |
| Rosario Central Argentina | Total club    | Total club    | 42    | 0     | 12                   | 0                    | 7                         | 0                         | 61    | 0     |
| Total carrera | Total carrera | Total carrera | 103   | 0     | 25                   | 0                    | 11                        | 0                         | 139   | 0     |
| (1) Incluye Copa de la Liga Profesional, U.S. Open Cup y Copa Argentina. (2) Incluye Copa Sudamericana, Liga de Campeones de la Concacaf, Leagues Cup y Copa Libertadores. |               |               |       |       |                      |                      |                           |                           |       |       |